# Сан-Хосе (острів, Каліфорнійська затока)
Сан-Хосе (ісп. Isla San José) — острів у Каліфорнійській затоці. Адміністративно належить до муніципалітету Ла-Пас штату Південна Нижня Каліфорнія, Мексика. Розташований за 60 км на північ від міста Ла-Пас. Відокремлений від півострова Каліфорнія по каналу від 6 до 10 км. Площа — 183 км², довжина — 31 км, ширина — 10 км. Найвища точка — 633 м над рівнем моря. Постійного населення немає.

## Фауна
На острові поширений ендемічний вид кроликів Sylvilagus mansuetus.

## Охорона
У 2005 році, разом з іншими 243 островами Каліфорнійської затоки, занесений до Списку світової спадщини ЮНЕСКО.